# Osvaldo Hurtado (football)
Pour l’article homonyme, voir Osvaldo Hurtado.
Osvaldo Heriberto Hurtado Galeguillo, plus communément appelé Osvaldo Hurtado né le 2 novembre 1957 à Arica au Chili, est un joueur de football international et entraîneur chilien.